# Neal Morse
 (janvier 2014).
Si vous disposez d'ouvrages ou d'articles de référence ou si vous connaissez des sites web de qualité traitant du thème abordé ici, merci de compléter l'article en donnant les références utiles à sa vérifiabilité et en les liant à la section « Notes et références ».
Pour les articles homonymes, voir Morse.
Neal Morse, né le 2 août 1960 à Van Nuys, en Californie, est un multi-instrumentiste productif et compositeur de rock progressif américain, résidant à Nashville, Tennessee. Il est connu pour sa musique éclectique, son écriture musicale et son rendement d'enregistrement.

## Biographie

### Débuts
Neal Morse grandit à Los Angeles (Californie). Son père était directeur de chorale. Neal commença à jouer du piano à l'âge de cinq ans et à apprendre la guitare peu après. Dans les années 1980, il écrivit deux comédies musicales : Hit Man et Homeland. Il fit aussi des sessions musicales à Los Angeles, essaya de trouver un travail en tant que chanteur et compositeur de chansons et enregistra quelques démos de musique country et western avec son frère Richard. Dix ans après, Neal Morse s'est lassé de la scène musicale de Los Angeles et voyagea à travers l'Europe pendant plusieurs années tout en jouant dans de petites salles de concert. À son retour pour les États-Unis, il forma le groupe Spock's Beard avec son frère Alan. Spock's Beard deviendra bientôt l'un des groupes rock progressif les plus estimés à la fin des années 1990 (avec notamment Dream Theater, Porcupine Tree et The Flower Kings).
Tandis que Neal Morse était en collaboration avec Spock's Beard, il réalisa deux albums solos, principalement des musiques à thèmes forts. En l'an 2000, Neal Morse a rejoint Mike Portnoy (Dream Theater), Roine Stolt (The Flower Kings) et Pete Trewavas (Marillion) pour former un supergroupe, Transatlantic. Ils ont composé ensemble deux albums en studio, SMPTe et Bridge Across Forever et enregistré deux albums en public, Live in America et Live in Europe. Le 26 octobre 2009, sort leur 3e opus The Whirlwind, album composé d'un seul morceau de 78 minutes (coupée en 12 parties), avec une édition de luxe ajoutant huit autres chansons. On[Qui ?] reconnait aisément la patte de Neal Morse, qui, comme suggéré sur le DVD Making Of s'investit énormément sur ce nouvel enregistrement. Une tournée aux États-Unis et en Europe a lieu sur 2010, avec un passage à Paris (Élysée Montmartre) particulièrement apprécié (plus de 3 heures de concert).

### Testimony(2003)
Neal Morse se consacra davantage à la religion, il quitta Spock's Beard et TransAtlantic immédiatement après la sortie du sixième album de Spock's Beard, Snow. La période menant à cette décision est décrite dans son album solo Testimony (2003), une épopée, œuvre introspective sur laquelle figurent Kerry Livgren de Kansas et Mike Portnoy. Une partie des motifs de sa conversion au christianisme, omise sur l'album Testimony mais décrite dans le Testimony Live, fut que sa fille Jayda avait été diagnostiquée comme ayant un trou dans le cœur, ce qui nécessitait une opération à cœur ouvert. Neal dit qu'après ses prières, Jayda alla mieux et que son cœur était désormais normal.
Le 18 mai 2003, Neal Morse fit aussi partie du groupe, formé par Mike Portnoy, Yellow Matter Custard, un groupe reprenant les différents succès des Beatles. Ce qui donnera lieu plus tard à la sortie d'un double CD et d'un DVD.

### One(2004)
En 2004, Neal Morse écrit et enregistra un nouvel album concept avec Mike Portnoy et Randy George (à la basse). Phil Keaggy, un virtuose de la guitare, fit une apparition en tant qu'invité à la guitare et aux chants. L'album est intitulé One et traite de la relation entre l'homme et Dieu dans la perspective chrétienne. Il sortit le 2 novembre 2004.

### Lead Me Lord, God Won't Give Upet?(depuis 2005)

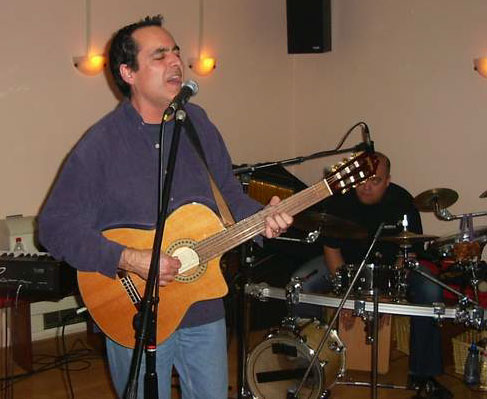
Neal Morse en studio, 2006.

En 2005, Neal Morse sortit deux albums tournés vers la musique chrétienne. En janvier, il enregistra Lead Me Lord avec le Christian Gospel Temple Choir, ses enfants et ses amis. Il écrivit la moitié des titres. Cet album fut sorti en février et était disponible uniquement par donations. En juillet, il sortit God Won't Give Up qu'il avait écrit pendant l'album Snow. C'est un album relativement tourné vers la pop comme It's Not Too Late (son deuxième album solo) avec des paroles sur le christianisme.
À l'été 2005, un membre de son église approcha Neal pour lui dire qu'il devait faire un album basé sur le tabernacle et qu'il devait garder en lui le secret. Neal mentionna qu'il avait travaillé sur ce projet secret avant qu'il n'écrivit une note ou était convaincu qu'il devait faire ce projet, ce qu'il mentionna durant une interview à la radio, créant assez de bruits pour le convaincre de faire cet album. Il y eut un concours dans son forum pour deviner, à partir d'une série d'indices, les participants, le thème et la signification de cet album. Le projet secret fut finalement révélé comme être ?. Il traite du tabernacle dans le désert et du tabernacle dans le cœur. Le groupe fut formé par Neal, Mike Portnoy et Randy George avec des invités comme Mark Leniger, Alan Morse, Roine Stolt, Steve Hackett et Jordan Rudess. Le thème du christianisme dans les albums de Neal Morse semble appartenir à un nouveau genre du rock progressif appelé Cprog[réf. nécessaire].
En 2006, Morse publie Cover to Cover, une collection de reprises faites par lui-même, Mike Portnoy et Randy George enregistrées au cours de la production de ?. Au début de 2007, Morse sort un album de rock progressif chrétien: Sola Scriptura, qui est un album concept décrivant la vie et les luttes du théologien allemand Martin Luther, et la corruption au sein de l'Église médiévale. Mike Portnoy et Randy George ont à nouveau fait équipe avec Morse pour cet album, et ont été rejoints par un invité, Paul Gilbert (Racer X et Mr. Big) qui a joué les parties de guitare pour quelques-unes des chansons de l'album. Immédiatement après la publication de Sola Scriptura, Morse sort un album folk acoustique intitulé Songs from the Highway. L'album studio, Lifeline, a été publié le Septembre 30, 2008. Morse a de nouveau été rejoints par Portnoy et George, quatre mois seulement après la sortie du DVD Sola Scriptura direct. Le dernier album live, So Many Roads, enregistré avec son groupe européen, a été publié le 30 juin 2009. Le dernier album studio, Testimony 2, a été publié le 23 mai 2011.

## Discographie

### Albums rock progressif
- Testimony 2003)
- One (2004)
- Question Mark (2005)
- Cover to Cover (reprise) (2006)
- Sola scriptura (2007)
- Lifeline (2008)
- Testimony II (2011)
- Cover 2 Cover (reprise) (2012)
- Momentum (2012)
- Songs From November (2014)
- The Grand Experiment (2015)
- The Similitude of a Dream (2016)
- The Great Adventure (2019)
- Sola Gratia (2020)
- No Hill For a Climber (2024)

### Albums solo
- Neal Morse (octobre 1999)
- Merry Christmas From The Morse Family (2000)
- It's Not Too Late (juin 2001)

### Albums en concert pop/rock chrétien
- God Won't Give Up (juillet 2005)
- Lead Me Lord (Worship Sessions Volume 1) (août 2005)
- Send the Fire (Worship Sessions Volume 2) (mars 2005)
- Secret Place (Worship Sessions Volume 3) (2008)
- The River (Worship Sessions Volume 4) (2009)
- Mighty To Save (Worship Sessions Volume 5) (2010)

### Démos
- The Transatlantic Demos  (2003)

### Vidéographie
- Testimony Live (DVD, Juillet 2004)

### Inner Circle (fan club)
- Inner Circle CD #1 (mai 2005)
- Inner Circle DVD #1 (juillet 2005)
- Inner Circle CD #3 - Live In Berlin (septembre 2005)
- Hit Man (Novembre 2005)
- Whispers in the Wind - Acoustic Improvisations (janvier 2006)
- Neal Morse in the 80's! (mars 2006)
- The Europe Winter 2006 Church Tour DVD (mai 2006)
- Hodgepodge (juillet 2006)

### Contributions
- Windows - Mr. Bongo (1988) (chant)
- Stephen Longfellow Fiske - Stephen Longfellow Fiske (1991) (guitare acoustique et électrique - chant)
- Paul Voudouris - The Flame Within (synthétiseurs)
- Peter White - Excusez-moi (1991) (chant)
- Al Stewart - Famous Last Words (1993) (chant)
- Paul Voudouris - It Takes Two (1993) (piano)
- Peter White - Promenade (1993) (chant)
- Paul Voudouris - Nothing But the Truth (1997) (piano)
- Eric Burdon's i Band - The Official Live Bootleg - Vol II (1998) (synthétiseurs, guitare)
- Ayreon - The Dream Sequencer (2000) (chant et écriture de The First Man On Earth)
- Yellow Matter Custard - Live in NYC (album) (double Live album) (2003) (chant et coproducteur)
- Debbie Bresee - Song of the Overcomer (septembre 2004) (coproduction)
- ProgAID - All Around The World (EP) (mars 2005) (chant)
- Yellow Matter Custard - Live in NYC (DVD) (mai 2005) (chant et coproduction)
- Ajalon - On the Threshold of Eternity (août 2005) (chanson)
- Roine Stolt - Wallstreet Voodoo (novembre 2005) (chant sur Head Above Water, Everyone Wants To Rule The World, et Remember ; chant sur The Observer et All About The Money ; et orgue Hammond)
- Salem Hill - Mimi's Magic Moment (novembre 2005) (voix sur "The Joy Gem")
- Marsk Leniger - Walk on Water (novembre 2005) (Producteur, Synthétiseurs, guitare, et basse)
- Al Stewart - Just Yesterday (2005) (chant)
- Wade Brown Trio (Wade Brown, Neal Morse, and Chris Griffith) - Wade Brown Trio (chant, instruments et production)
- Richard Morse - Rychyrd (Janvier 2006) (production et solos)
- Randy George - Mirrors and Memories (2006)
- Alan Morse - Serving Suggestion (2006) (production, coauteur)

### Anthologies
- Various Artists - CalProg 2004 The Authorized Bootleg (Incluant 7 titres live non accompagnés)
- Various Artists - CPR Volume 1 (Avril 2004) (Contribuant avec sa version single de I Am Willing (Testimony))
- Various Artists - CPR Volume 2 (Juin 2005) (Contribuant avec Reunion (One))
- Various Artists - The Tsunami Projekt (Mars 2005) (Contribuant avec "Tell Me Annabelle" (Inner Circle CD #1))
- Various Artists - After The Storm (Janvier 2006)  (Contribuant avec un titre live non sorti auparavant Sleeping Jesus)